# François Jacques de Larderel
François Jacques de Larderel, I conte di Montecerboli (Vienne, 5 agosto 1790 – Firenze, 15 giugno 1858), è stato un ingegnere, imprenditore e nobile francese che promosse lo sfruttamento industriale dei soffioni boraciferi della Toscana, nella frazione del comune di Pomarance in provincia di Pisa, attualmente nota come Larderello.

## Biografia
Noto in Italia col nome di Francesco Giacomo de Larderel (il "de" fu aggiunto solo con l'acquisizione della nobiltà), originario del Delfinato, si trasferì a Livorno dalla madrepatria nel 1799, e nel 1818 mise a punto la tecnica per la raccolta del vapore emesso dai lagoni e la sua messa in pressione. Il vapore veniva poi utilizzato per alimentare delle caldaie di evaporazione necessarie per estrarre l'acido borico dai fanghi naturali ricchi di sostanze boriche. La tecnica fu perfezionata intorno al 1827 e poi nel 1833, quando furono effettuati i primi carotaggi che permisero di aumentare la quantità di vapore estratto.
Grazie alle continue innovazioni introdotte, Larderel riuscì a costruire in breve tempo un cospicuo patrimonio economico, delle cui ricadute poté beneficiare, sia sotto il profilo occupazionale sia in termini mecenatistici, soprattutto il vicino centro abitato di Pomarance, eletto dall'imprenditore a sua residenza privata e da lui in parte trasformato secondo l'ideale del capitalismo paternalistico.
I meriti di Larderel furono premiati dal granduca Leopoldo II, che lo nominò conte di Montecerboli (sede dello stabilimento originario del 1818) e in suo onore nel 1846 mutò in Larderello il nome della località, ora parte del comune di Pomarance, dov'era situato il nucleo dell'agglomerato industriale.
Inoltre, a partire dagli anni trenta dell'Ottocento, il conte fece costruire il sontuoso palazzo di famiglia a Livorno (Palazzo de Larderel), ampliato nel tempo e caratterizzato da un'imponente facciata neoclassica coronata da un timpano dove sono impressi alcuni strumenti del commercio, della meccanica, dell'agricoltura; la famiglia nel 1837 acquistò pure un antico palazzo a Firenze, in via Tornabuoni (Palazzo Larderel).
François-Jacques de Larderel era figlio di Abel Philibert e Antoinette nata Alcoque. Nel 1815, sposò la prima cugina, Marie-Pauline Morand (1790-1868). Ebbero otto figli, di cui cinque maschi e tre femmine. Tra essi, Federigo De Larderel fu sindaco di Livorno e senatore. Una delle nipotine, Bianca Enrichetta de Larderel (1856-1942), sposò a Firenze nel 1873 Emanuele Alberto Guerrieri di Mirafiori, figlio naturale di Vittorio Emanuele II di Savoia e Rosa Teresa Vercellana.
Francesco morì il 15 giugno 1858 presso l'abitazione del figlio Adriano, a Firenze; le spoglie furono trasportate a Livorno, nella cappella di famiglia situata nel cimitero della chiesa di San Matteo.